# Екатерининский мост (Кигинский район)
Екатерининский мост — мост, расположенный возле деревни Теплый Ключ (Кигинский район Республики Башкортостан). Предположительно, является одним из мостов Екатерининского тракта, построенным в XVIII веке, является одной из достопримечательностей Кигинского района. В годы правления Екатерины II активно строились дороги. Согласно административно-территориальной реформе 1775 года, Российская империя была поделена на 50 губерний и из казны выделялись деньги на благоустройство их территорий. Эти преобразования коснулись и Уфимской губернии Златоустовского уезда. Мост отличает особая кладка — монументальная и в то же время не грубая.
В Кигинском районе проходила старинная трасса Златоуст — Красноуфимск. По состоянию на 2020 год мост требует реставрации.